# Declarația de la Darnița
Declarația de la Darnița (sau Memoriul-Manifest de la Darnița) reprezintă un document memorabil al foștilor prizonieri de război din Armata Austro-Ungară aflați în Rusia, constituiți în primul Corp al Voluntarilor Români din Rusia. Acest memoriu a readus în fața Marilor Puteri dorința poporului român de a trăi unit într-un singur stat, independent și suveran și reprezintă prima declarație de acest tip, ca preambul al Marii Uniri de la Alba Iulia  și a precedat cu peste un an Declarația de autodeterminare de la Oradea din 12 octombrie 1918.

## Concepție

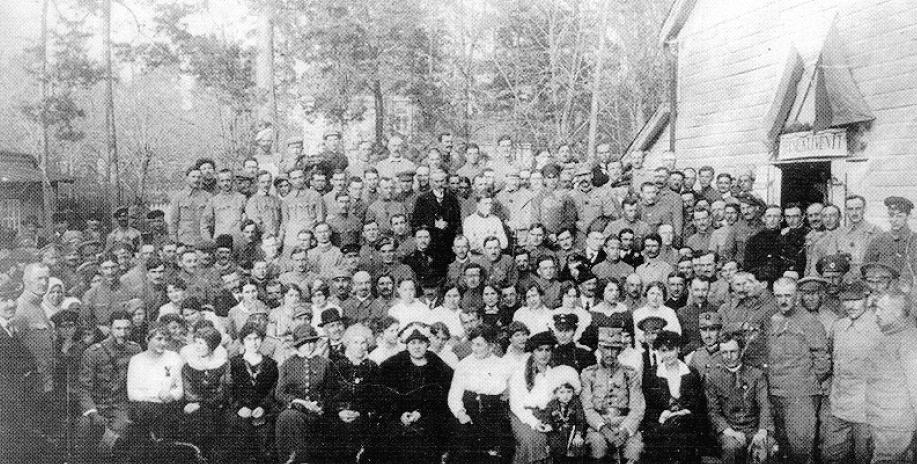
Soldați români la Darnița, 1917

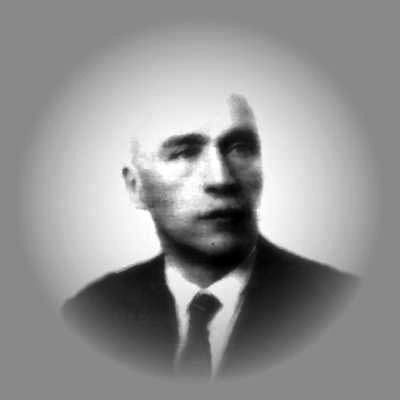
Victor Deleu

La Darnița, o localitate de lângă Kiev astăzi devenită raion al orașului, voluntarii aflați sub conducerea lui Victor Deleu, au hotârât pe 11/24 aprilie 1917 la sugestia dr. Pompiliu Nistor făcută într-o adunare ținută cu o zi înainte, să redacteze un document care să evidențieze punctul lor de vedere, într-un context în care cei implicați erau singurii care ar fi putut să exprime simțămintele populației românești din Ardeal.

Dr. Pompiliu Nistor, medic şi luptător politic

Sprijinind ideea respectivului document, Dr. Nistor a afirmat că „de la nici un popor apăsat, care voiește să fie liber, nu s-au auzit atât de puține proteste în contra jugului ce-l poartă [...] Ar fi o crimă dacă nici azi s-ar auzi glasul nostru, dacă și acum am lipsi să ne spunem cuvântul, prin care să arătăm că războiul nostru, de asemenea, este în numele democrației, în numele dreptului elementar al fiecărui popor capabil de viață, de a-și hotărî singur soarta, a-și alege singur statul pe care voiește să-l fondeze sau la care voiește să se alipească”
Redactarea acestuia a fost încredințată unei comisii formată din dr. Victor Deleu, dr. Octavian Vasu, Gavrilă Iuga dr. Vasile Chiroiu (avocați), Simion Gocan (preot), Emanuil Isopescu (profesor), dr. Trifon Ghilezan (avocat), dr. Pompiliu Nistor (medic), (incluzând și pe Dr. Nicolae Nedelcu (avocat),  dr. N. Petelca. Aceasta a finalizat textul pe 13/26 aprilie 1917. Această adunare a fost numită ulterior în mod simbolic „Prima Alba Iulia”.
Redactarea textului s-a făcut după mai multe discuții preliminare, în sprijinul documentului venind și unele sugestii ale poetului Octavian Goga. Prudenți, cei care au participat la redactarea declarației au încercat să nu deranjeze nici una dintre forțele revoluționare, care erau la acel moment în luptă pentru preluarea puterii după căderea regimului țarist. În original, documentul a fost redactat în 4 exemplare, 2 în limba română și 2 în limba rusă.

## Textul
Documentul este un exemplu tipic al discursului românesc din perioada luptei pentru întregirea statului.
Rațiunea și obiectivul unic al constituirii Corpului de Voluntari din Rusia a fost postulate ca fiind unirea poporului și teritoriului românesc din Imperiu, cu România. O incursiune în istoria luptei de emancipare națională a românilor transilvăneni, a fost inclusă dat fiind că documentul a fost adresat unor factori de decizie și popoare străine. Împrejurările au făcut ca să fie exprimată în text și încrederea în sprijinul tinerei democrații rusești precum și în viitorul acesteia de a conduce la formarea unui stat protector al popoarelor oprimate din Monarhia Austro-Ungară.
Documentul s-a opus ideii de organizare a unei consultări prin plebiscit organizat în teritoriile austro-ungare, deoarece acesta ar fi fost viciat datorită deținerii de către națiunile dominante a întregii puteri. În privința declarațiilor de loialitate față de autoritățile de la Viena și Budapesta – stoarse de guvernul ungar sau cele exprimate de unii renegați, voluntarii și-au exprimat în text opoziția ca acestea să fie considerate ca reprezentând voința românilor din Imperiu.
În textul Declarației, a fost exprimat angajamentul voluntarilor români din Rusia de a continua să lupte cu arma în mână pentru realizarea unității nationale. Semnatarii au scos în evidență faptul că lupta românilor din Transilvania pentru înlăturarea jugului austro-ungar era o acțiune justă și au afirmat necesitatea destrămării Dublei Monarhii – caracterizată drept un stat anacronic, creat prin răpirea unor țări prin forță brutală și fără consimțământul națiunilor. Singura soluție fiind destrămarea Imperiului, toate popoarele componente ale respectivului stat trebuia, conform semnatarilor, să se unească pentru a forma state independente.
Pronunțându-se ferm pentru unirea cu patria-mamă, voluntarii urmau să se angajeze cu tot ce aveau până la vitoria finală sau moarte. În numele dreptului la autodeterminare, aceștia s-au opus oricărei forme de existență în continuare a românilor în teritoriul Austro-Ungariei, convinși că drepturile românilor nu vor fi respectate.
Suplimentar, prin memoriul-manifest a fost redactat și un protestat împotriva măsurilor de opresiune adoptate de autoritățile austro-ungare. Încheiat într-o manieră optimistă, documentul a afirmat și credința în viitorul fericit, național și democratic al românilor într-o națiune a tuturor acestora.

## Rol și efecte
Semnată de către 250 de ofițeri și 250 de subofițeri și soldați în numele tuturor voluntarilor români, această declarație a fost tradusă pe lângă rusă]] și franceză și a fost trimisă tuturor guvernelor puterilor Antantei, precum și ziarelor și partidelor politice românești și reprezentanților presei ruse, franceze, engleze și italiene. Memoriul a fost remis de asemenea unor organizații cehoslovace, poloneze, iugoslave și rutene.
Documentul a fost remis în mâna autorităților române de către Onisifor Ghibu, deși fusese preconizat să fie trimis prin Octavian Goga. Memoriul-Manifest a avut un puternic ecou în România, la acest punct de vedere aderând inclusiv refugiații ardeleni din regatul României. Tot în luna aprilie 1917 delegația formată din Vasile Lucaciu, Ioan Moța și Vasile Stoica – trimisă din ordinul Marelui Cartier General Român în Statele Unite ale Americii, s-a oprit la Darnița, unde i-a fost înmânat un exemplar al Declarației pentru a fi publicat în ziarele americane, spre a susține și pe această cale unirea Transilvaniei cu România. Memoriul a fost prezentat ministrului de externe al SUA, Robert Lansing.
Ambasadorul Franței de la Petrogred – Maurice Paléologue, a remarcat importanța sa politică, precum și consecințele de ordin național în raport cu monarhia austro-ungară – contestatară a ideilor de dorință și voință ale românilor transilvăneni, de a se uni cu România.
Ideile cuprinse în Memoriul-Manifest reprezintă argumentarea voluntariatului românesc dedicat întregirii naționale și de aceea s-au regăsit în documentele ulterioare elaborate atât de primul, cât și de al doilea Corp al Voluntarilor români din Rusia. Această declarație a fost dealtfel tipărită, alături de informații privind voluntarii de la Darnița, pe foi volante, lansate de aviația aliată asupra pozițiilor trupelor austro-ungare din Italia.